# 中山正晖
中山正晖（日语：／ Nakayama Masaaki，1933年6月14日—）是日本政治人物、自由民主党所属的原众议院议员。大阪府出身。

## 生平
父亲是原参议院议员、律师中山福藏，母亲是原众议院议员、首个女性阁僚（厚生大臣）中山雅，哥哥是众议院议员中山太郎。从中央大学法学部毕业後擔任母亲的秘书官，以此为契机进入政界。曾是大阪市议会议员，1969年首次当选众议院议员。之后，连续11届当选，国会议员生活长达40年。作为竹下内阁的邮政大臣首次入阁，在自社联合的村山内阁担任总务厅长官，小渊内阁担任建设大臣。与石原慎太郎等人一起参加「青岚会」等，作为鹰派的论客而知名。2003年，中山正晖把从母亲那里继承的地盘让给了长子中山泰秀，并引退政界。

## 荣誉

### 日本勋章奖章
- 勋一等旭日大绶章（2002年11月3日公布）

### 外国勋章奖章
- 大绶景星勋章（中华民国，1999年4月26日批准[1]）